# Патаны Бихара
Патаны Бихара (урду: بہار کے پٹھان) в Индии являются потомками различных пуштунских поселенцев в индийском штате Бихар. Население Бихара состоит из одиннадцати подгрупп, основными из которых являются сури, ширани, юсуфзай, дуррани, бангаш, афридии, хаттак, беттани, лоди, таноли, оракзай и гори. Эти пуштуны известны как патаны на языке хиндустани. Другое распространенное название общины — Хан, которое также является распространенной фамилией. Раджпуты, которые стали мусульманами, также используют Хан в качестве фамилии, это может создать путаницу и еще больше увеличить их численность.
Говорят, что они поселились в регионе с XIII века и далее. Патаны имеют влиятельный социальный статус среди мусульман штата Бихар .
Пуштуны Лохани правили княжеским государством в Бихаре. Шер Шах Сури, основавший династию Сури, родился в округе Рохтас.

## Нынешние обстоятельства
В некоторых бывших семьях землевладельцев существует чувство исключительности и превосходства в отношении трайбализма, хотя в настоящее время они занимаются мелким фермерством, эндогамны и склонны вступать в брак с близкими родственниками. Они практикуют как параллельные браки двоюродных братьев, так и браки между двоюродными братьями. Большинство из них до сих пор вступают в брак со своей этнической принадлежностью и называют себя чистокровными патанами и отличаются от патанов, которые вступили в браки с местными мусульманскими общинами. Они говорят на языке урду и его диалектах. Большинство патанов поселились в деревнях, некоторые в городах или недавно переехали из деревень в города. Некоторые из них были крупными землевладельцами, у которых все еще есть хорошие земли, и они их обрабатывают. Часть из них также работают в департаменте полиции или на других государственных должностях.
Большинство из них проживают в округах Гая, Дарбханга, Восточный Чампаран, Ситамархи, Симастипур, Бегусарай и лишь немногие в других округах Бихара.